# Zachodnia Brama Belgradu
Zachodnia Brama Belgradu – wieżowiec w Belgradzie w dzielnicy Nowy Belgrad w pobliżu tranzytowej autostrady Braterstwa i Jedności będącej częścią trasy E75 oficjalnie nazywany Genex Tower.
Kompleks zaprojektowany w roku 1977 przez Mihajlo Mitrovicia składa się z dwóch 115-metrowych budynków połączonych łącznikiem. Został oddany do użytku w roku 1980. Wraz z ulokowaną na szczycie obrotową restauracją wysokościowiec liczy ok. 140 metrów. Jedna z części budynku to obiekt biurowy, w wyższej wieży znajdują się mieszkania. Budynek jest jednym z najwyższych w mieście. 
Obiekt został zaprojektowany na wzór bramy, która witała przybywające do miasta osoby. Budynek zlokalizowany jest przy drodze do centrum miasta z położonego na zachód od Belgradu lotniska im. Nikoli Tesli.